# 제이미슨 타이온
제이미슨 리 타이온(영어: Jameson Lee Taillon, 1991년 11월 18일 ~ )은 미국의 야구 선수로, 현재 메이저 리그 시카고 컵스의 투수이다.

## 뉴욕 양키스
2021년 시즌을 앞두고 4명의 유망주를 받는 조건으로 뉴욕 양키스로 트레이드되었다.

## 시카고 컵스
2022년 시즌을 마친 후 FA 자격을 취득하였고, 그 해 12월 7일 시카고 컵스와 4년 6800만 달러의 계약을 체결하였다.